# Ällmora
Ällmora is een plaats in de gemeente Tyresö in het landschap Södermanland en de provincie Stockholms län in Zweden. De plaats heeft 96 inwoners (2005) en een oppervlakte van 70 hectare.